# Mercedes AMG High Performance Powertrains
Mercedes AMG High Performance Powertrains (раніше відомий як Ilmor Engineering і Mercedes-Benz High Performance Engines) — виробник двигунів Формули-1, що належить Mercedes-Benz.
Компанія була постачальником для Sauber протягом сезону 1994 року, McLaren з 1995 по 2014 рік і з 2021 року, Force India з 2009 по 2018 рік, Brawn у 2009 році, заводської команди Mercedes з 2010 року, Williams з 2014 року, Lotus у 2015 році, Manor Racing у 2016 році, Racing Point Force India у 2018 році, Racing Point з 2019 по 2020 рік і Aston Martin з 2021 року. Їхні двигуни виграли десять чемпіонатів Формули-1 серед конструкторів та одинадцять чемпіонатів серед пілотів. Окрім конструкторів Формули-1, компанія наразі постачає дозволені для дорожнього руху двигуни для спортивного автомобіля Mercedes-AMG ONE.

## Історія

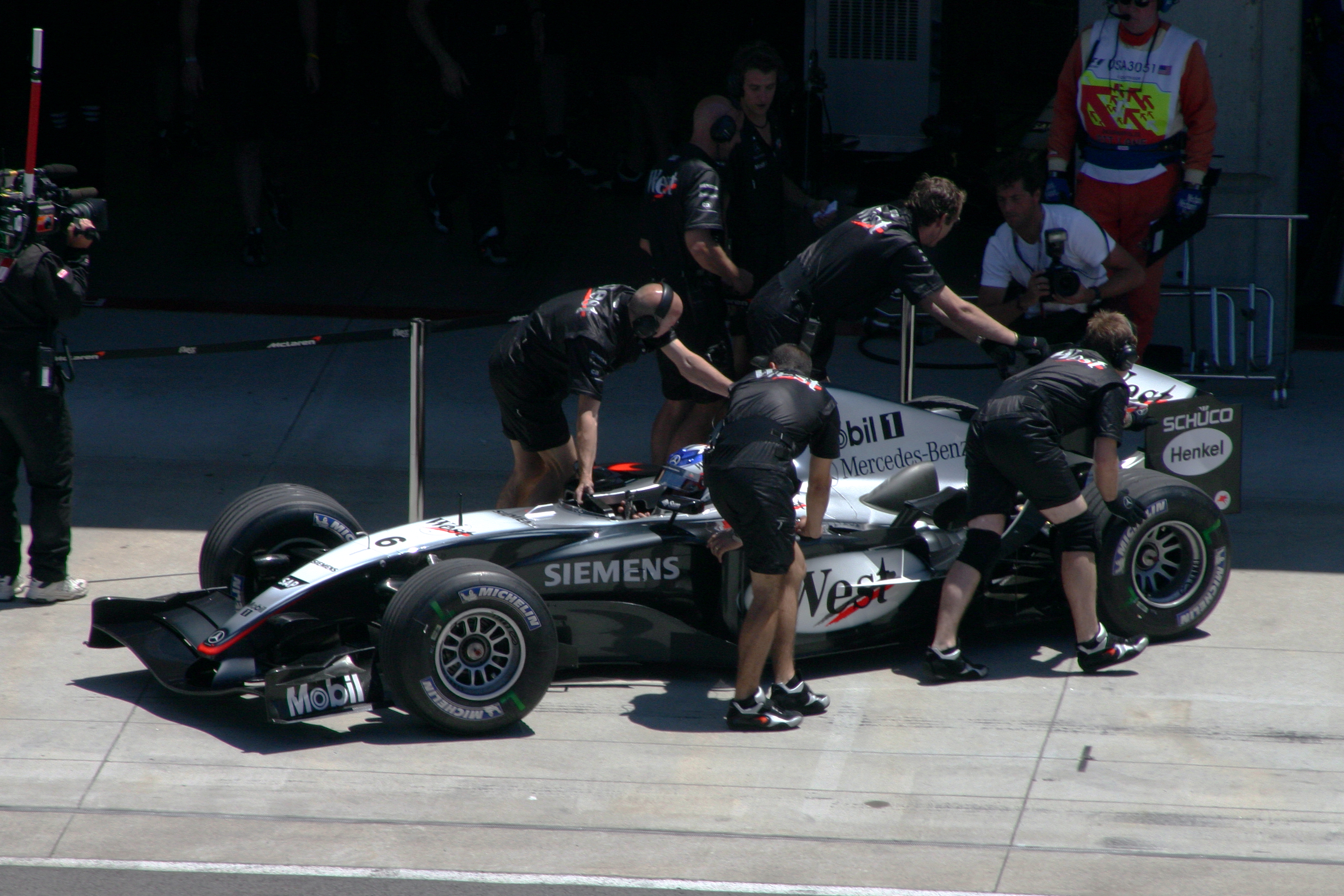
Болід McLaren 2004 року з двигуном Mercedes-Ilmor 3.0 litre V10

Компанія Ilmor була заснована Маріо Іллієном і Полом Морганом у 1983 році як незалежний британський виробник двигунів Формули-1. Назва компанії була взята з прізвищ засновників. Спочатку компанія почала будувати двигуни для IndyCars на гроші власника команди IndyCar і виробника шасі Роджера Пенске.
Daimler-Benz (пізніше відомий як Daimler) придбав 25% частки компанії General Motors в Ilmor у 1993 році. У 2002 році Daimler збільшив свою частку до 55% і перейменував компанію в Mercedes-Ilmor. У 2005 році вона стала єдиним власником Ilmor і перейменувала компанію спочатку на Mercedes-Benz High Performance Engines, а потім на Mercedes-Benz HighPerformanceEngines. У грудні 2011 року компанію було перейменовано на Mercedes AMG High Performance Powertrains разом із перейменуванням Mercedes GP, щоб включити суббренд Mercedes-AMG.
У той же час невелика частина компанії, що займається спеціальними проектами, з якою в період з 2003 по 2011 рік був укладений контракт на спільну розробку, спільне складання, компонування, підготовку та налаштування двигунів Honda в IndyCar, відокремилася, щоб стати окремою компанією, що належить Маріо Іллієну та Роджеру Пенске. Ця нова компанія, яка є повністю незалежною від Mercedes, знову відома як Ilmor Engineering Ltd.

## Формула-1

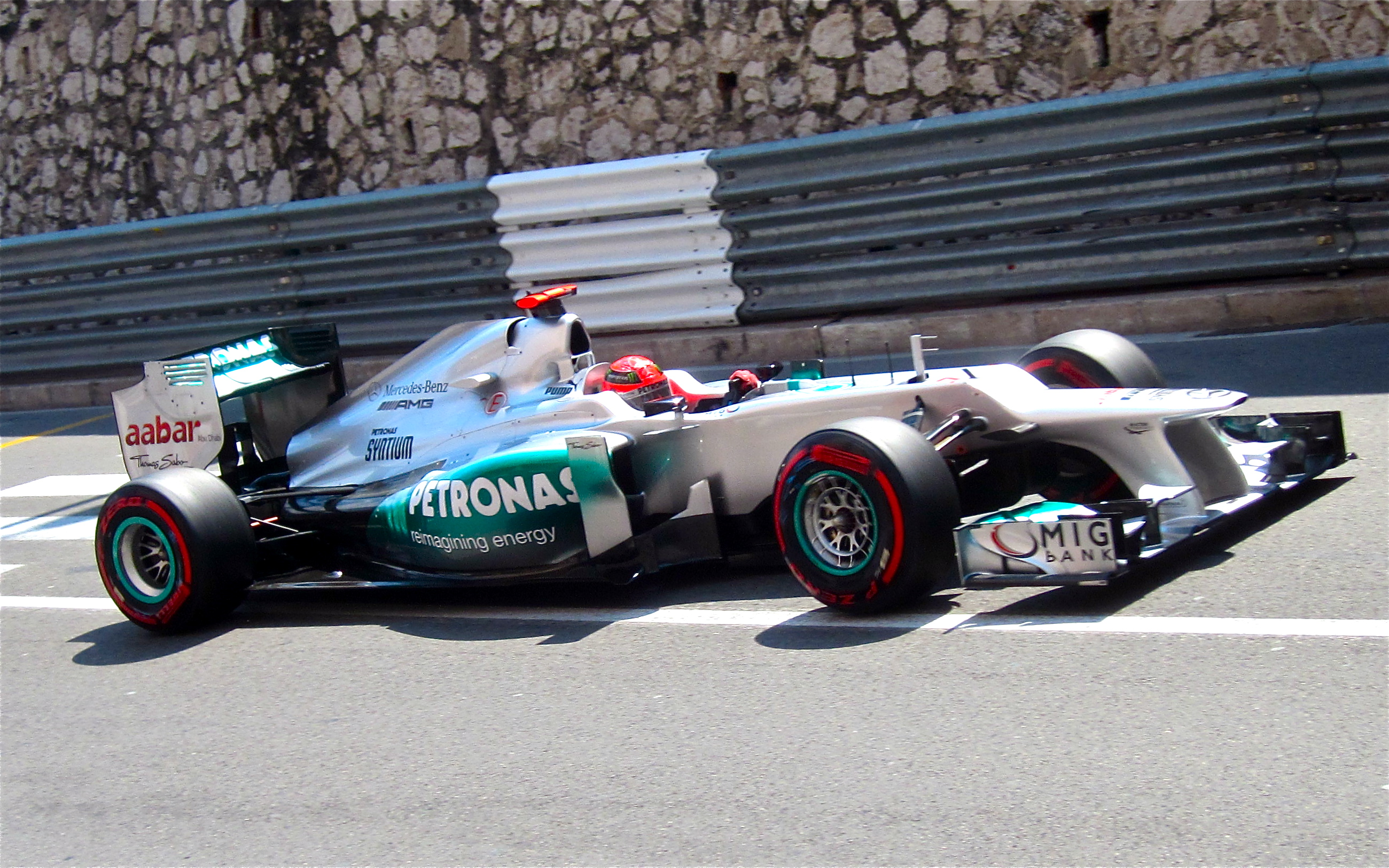
Компанія Mercedes-Benz з року почала виступати в Формули-1 конструктором.

У 1991 році Ilmor доєдналася до Формули-1 як постачальник двигунів для команди Leyton House (раніше March). У 1992 році Leyton House повернув стару назву March і продовжив використовувати двигуни Ilmor. Того року Ilmor також поставив двигуни для Tyrrell Racing. Завдяки Ilmor V10 March набрали 3 очки, а Tyrell — 8.
Команда спортивних автомобілів Sauber і Mercedes-Benz, які разом планували свій прихід у Формулу-1, підписали з Ilmor угоду про виробництво для них гоночних двигунів. Однак Mercedes відмовився від проекту, на нових двигунах був зазначений лише слоган «Concept by Mercedes-Benz», а двигуни офіційно називалися «Saubers».
Однак після несподівано вдалих виступів в 1993 році Sauber переконав Mercedes офіційно взяти участь у 1994 році. У 1994 році Ilmor також стала постачальником для нової команди Pacific GP Кіта Віггінса зі старими двигунами 1993 року. Pacific GP вдалося пройти кваліфікацію лише сім разів із тридцяти двох спроб, хоча двигун не був причетний до невдалих виступів команди.

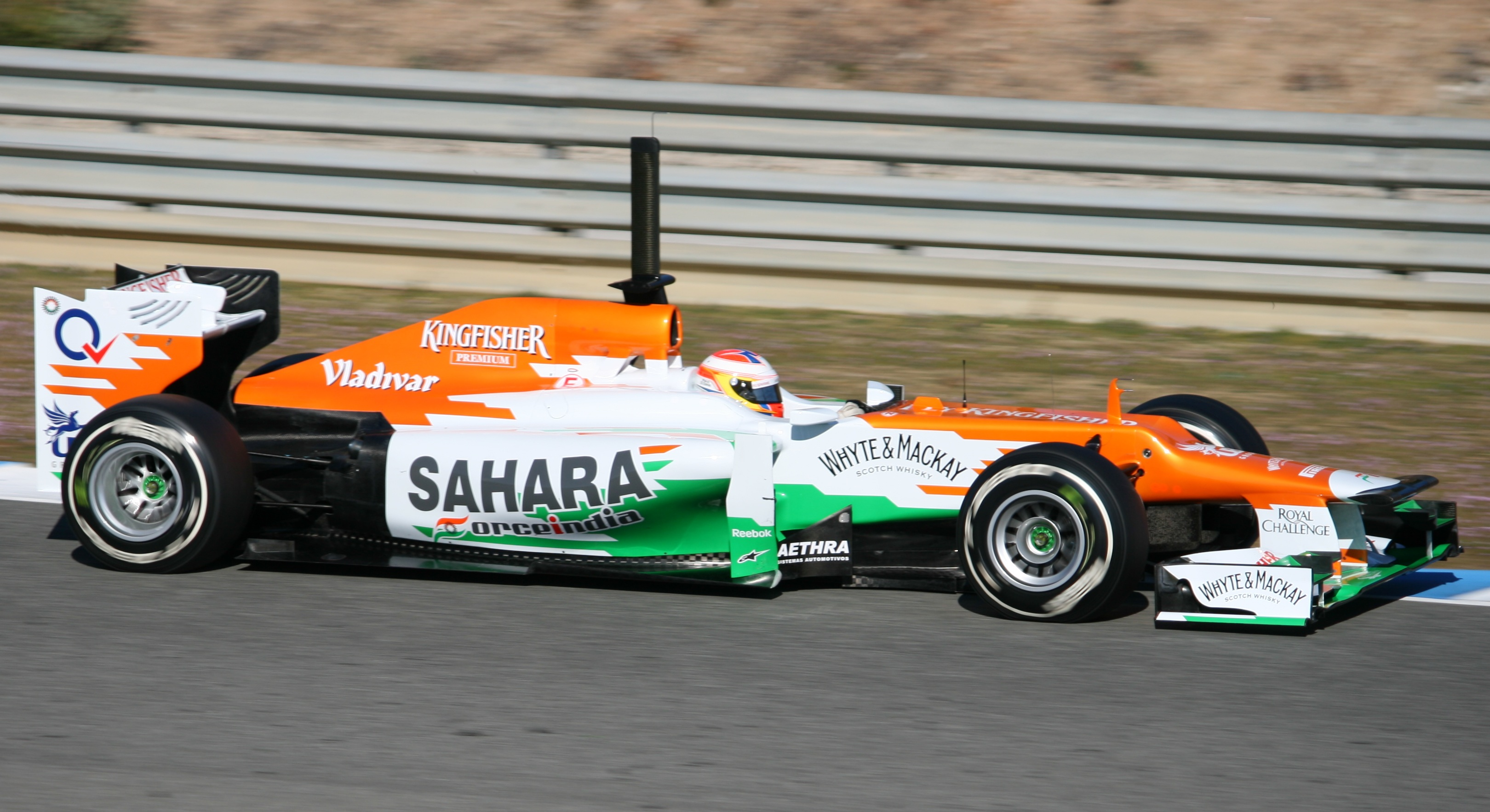
Force India була клієнтом двигунів Mercedes.

Ilmor стала довіреним партнером з виробництва двигунів Mercedes для McLaren в 1995 році після того, як в Ilmor вирішили переглянути свою діяльність в Формулі-1, припинивши свою незалежну програму постачання двигунів. Партнерство здобуло свою першу перемогу на Гран-прі Австралії 1997 року. Міка Гаккінен здобув чемпіонства в особистому заліку у 1998 та 1999 роках, а команда виграла чемпіонат конструкторів у 1998 році. Після безвиграшного сезону 2006 року McLaren зуміли здобути чемпіонство серед пілотів разом з Льюїсом Гамільтоном у 2008 році.
У 2001 році Пол Морган загинув під час посадки свого вінтажного літака на Аеродромі Сівел, Нортгемптоншир. Це призвело до того, що Mercedes-Benz збільшили свою частку в Ilmor, після чого компанія була перейменована на Mercedes-Ilmor Ltd.
До нових правил Формули-1 у 2014 році Mercedes створили гібридний 1,6-літровий двигун V6 з турбонаддувом, який отримав системи відновлення кінетичної та теплової енергій. Двигун Mercedes розпочав сезон з впевненою перевагою, команди, які його використовували здобували більшість очок в чемпіонаті. З моменту впровадження нової формули двигуна, автомобілі з двигунами Mercedes здобували поули у 121 з 182 гонок станом на Гран-прі Абу-Дабі 2022 року, і за цей період виграли 114 з 182 гонок.
У березні 2020 року, у світлі затримки початку спортивних змагань через пандемію COVID-19 та співпраці з UCL Mechanical Engineering та Інститутом інженерії охорони здоров’я, Mercedes HPP оголосив, що вони будуть робити дихальні засоби, щоб допомогти пацієнтам, що перебувають в інтенсивній терапії. Mercedes HPP вдалось створити пристрій протягом тижня. У перший день виробництва Mercedes HPP виготовляв 600 пристроїв  CPAP, плануючи збільшити це до 1000 на день. Ці пристрої вироблялися на машинах, які зазвичай виготовляли поршні та турбокомпресори для двигунів Формули-1.

## Результати Формули-1
| Конструктор              | Сезон(и)             | Перемоги | WCC           | WDC                 | Перша перемога          | Остання перемога        |
| ------------------------ | -------------------- | -------- | ------------- | ------------------- | ----------------------- | ----------------------- |
| Sauber                   | 1994                 | 0        |               |                     | –                       | –                       |
| McLaren                  | 1995–2014, 2021–2023 | 79       | 1 (1998)      | 3 (1998–1999, 2008) | Гран-прі Австралії 1997 | Гран-прі Італії 2021    |
| Brawn                    | 2009                 | 8        | 1 (2009)      | 1 (2009)            | Гран-прі Австралії 2009 | Гран-прі Італії 2009    |
| Force India              | 2009–2018            | 0        |               |                     | –                       | –                       |
| Mercedes                 | 2010–2023            | 116      | 8 (2014–2021) | 7 (2014–2020)       | Гран-прі Китаю 2012     | Гран-прі Сан-Паулу 2022 |
| Williams                 | 2014–2023            | 0        |               |                     | –                       | –                       |
| Lotus                    | 2015                 | 0        |               |                     | –                       | –                       |
| MRT                      | 2016                 | 0        |               |                     | –                       | –                       |
| Racing Point Force India | 2018                 | 0        |               |                     | –                       | –                       |
| Racing Point             | 2019–2020            | 1        |               |                     | Гран-прі Сахіру 2020    | Гран-прі Сахіру 2020    |
| Aston Martin             | 2021–2023            | 0        |               |                     | –                       | –                       |
| Загалом                  | 1994–2023            | 204      | 10            | 11                  | Гран-прі Австралії 1997 | Гран-прі Сан-Паулу 2022 |

1. ↑  Таблиця не включає результати двигунів Mercedes в 1954–1955 роках, так як вони не виготовлялись Mercedes AMG High Performance Powertrains.